# Globicornis depressa
Globicornis depressa là một loài bọ cánh cứng trong họ Dermestidae. Loài này được Mulsant & Rey miêu tả khoa học năm 1868.